# Internazionali BNL d’Italia 2021

Die Internazionali BNL d’Italia 2021 waren ein Tennisturnier der WTA Tour 2021 für Damen und ein Tennisturnier der ATP Tour 2021 für Herren in Rom und fanden zeitgleich vom 9. bis 16. Mai 2021 statt.

## Herrenturnier
→ Hauptartikel: Internazionali BNL d’Italia 2021/Herren
→ Qualifikation: Internazionali BNL d’Italia 2021/Herren/Qualifikation

## Damenturnier
→ Hauptartikel: Internazionali BNL d’Italia 2021/Damen
→ Qualifikation: Internazionali BNL d’Italia 2021/Damen/Qualifikation